# Ramin Quliyev
Ramin Mäsim oğlu Quliyev (azerbajdzjanska: Ramin Məsim oğlu Quliyev) född 22 juni 1981 i Baku, är en före detta azerbajdzjansk fotbollsspelare.